# Phoenicurus fuliginosus
Phoenicurus fuliginosus este o specie de pasăre paseriforme din familia Muscicapidae. Se găsește în Asia de Sud, Asia de Sud-Est și China. Masculii sunt albastru închis cu o coadă roșie, în timp ce femelele sunt gri. De obicei, trăiesc lângă râuri și pâraie cu curgere rapidă.

## Taxonomie
Specia aparține ordinului Passeriformes și familiei Muscicapidae. Anterior a fost plasat în genul Rhyacornis, dar a fost mutat în Phoenicurus pe baza rezultatelor unui studiu filogenetic molecular publicat în 2010. Specia constă din două subspecii recunoscute – Phoenicurus fuliginosus fuliginosus și Phoenicurus fuliginosus affinis. Prima a fost descrisă de Nicholas Aylward Vigors în 1831, în timp ce a doua a fost descrisă de William Robert Ogilvie-Grant în 1906 și se găsește în Taiwan.

## Galerie

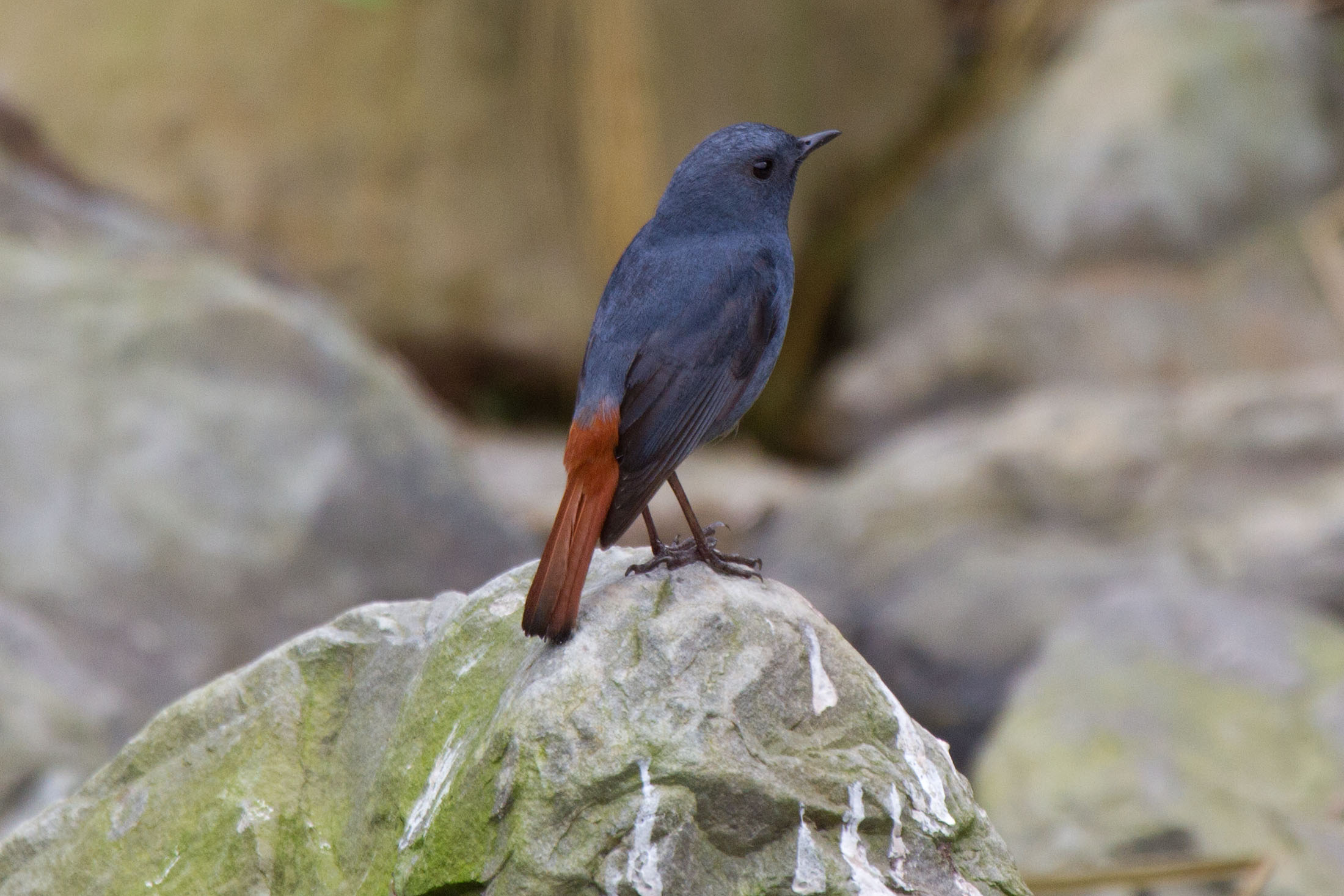
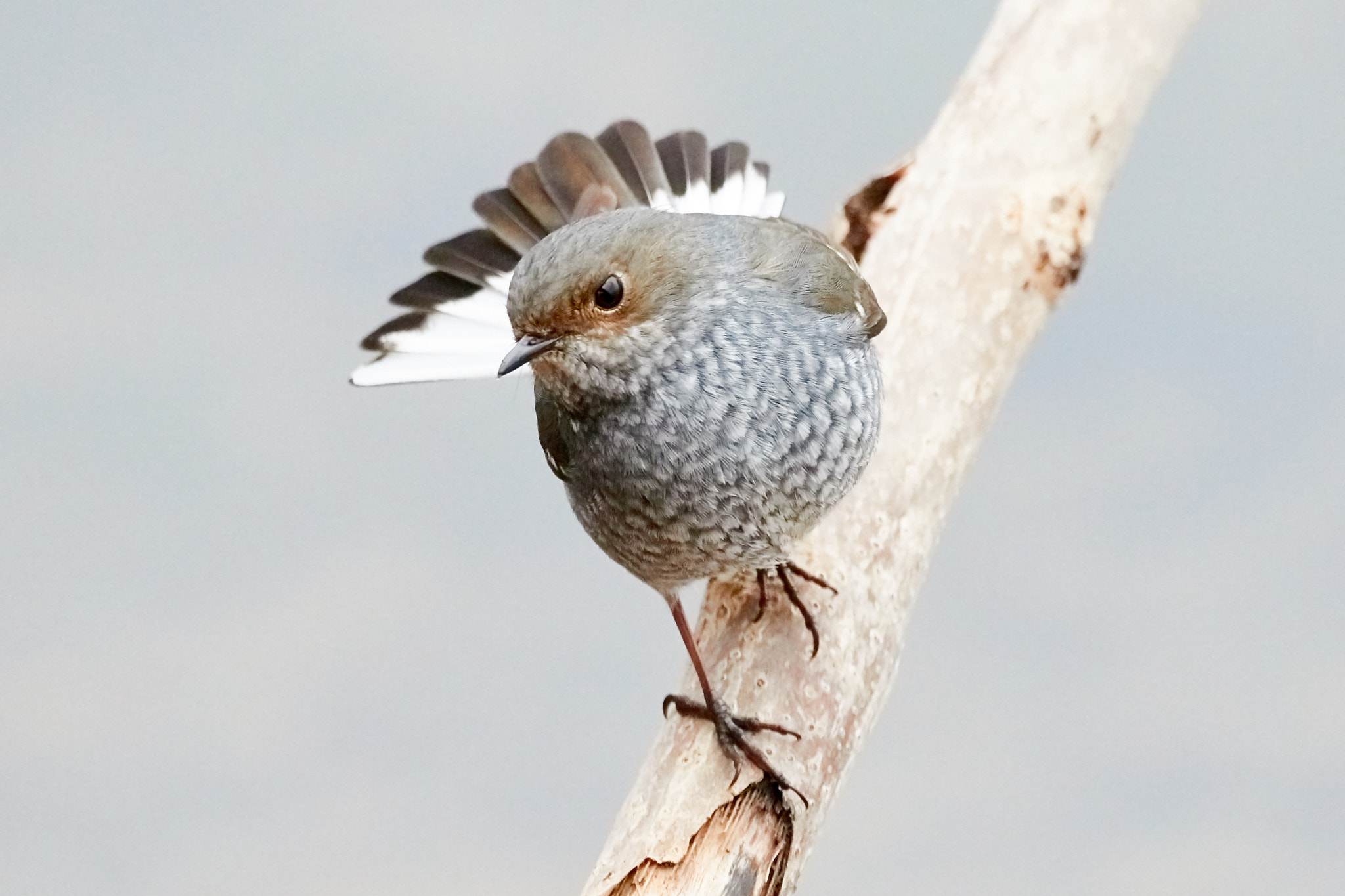
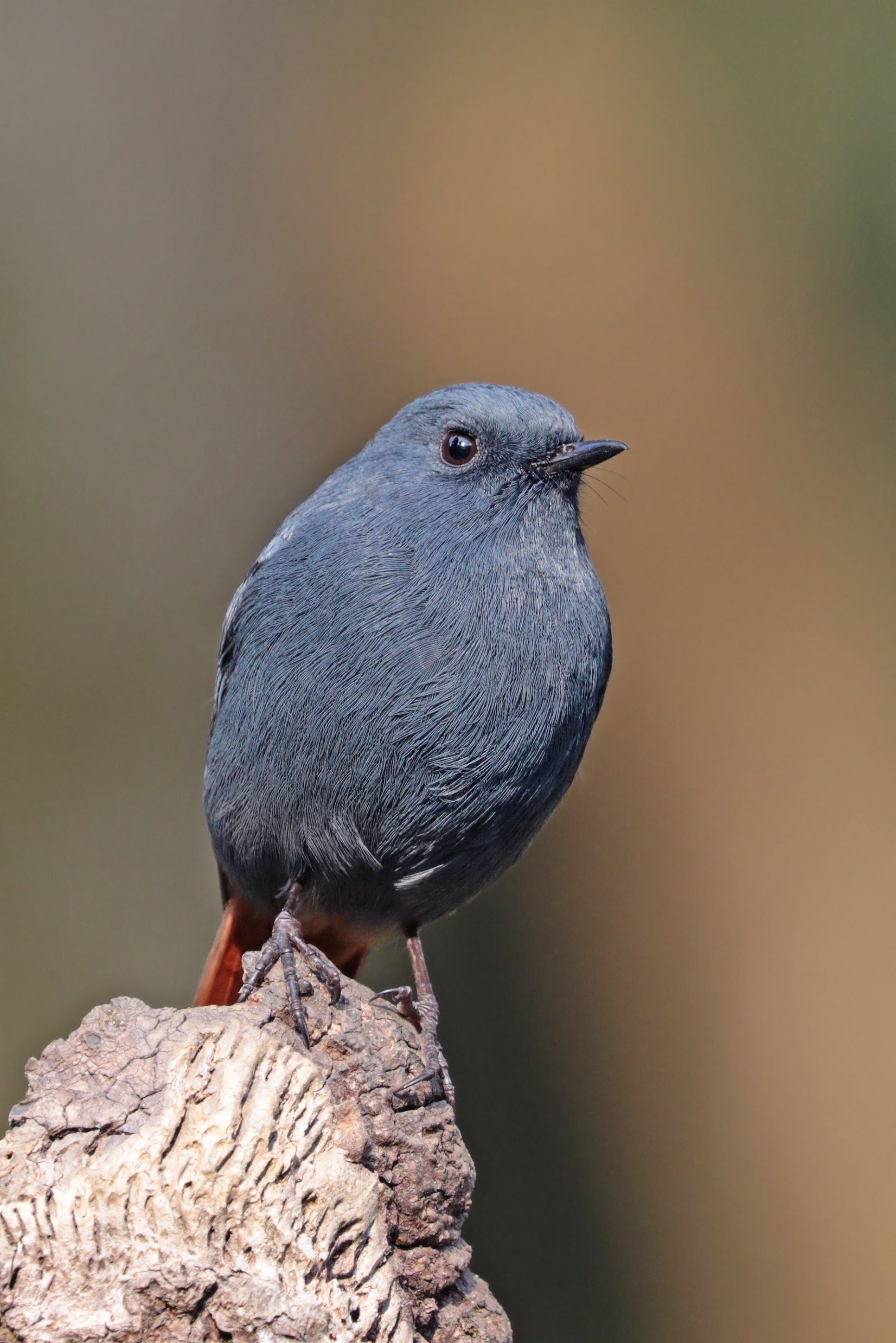
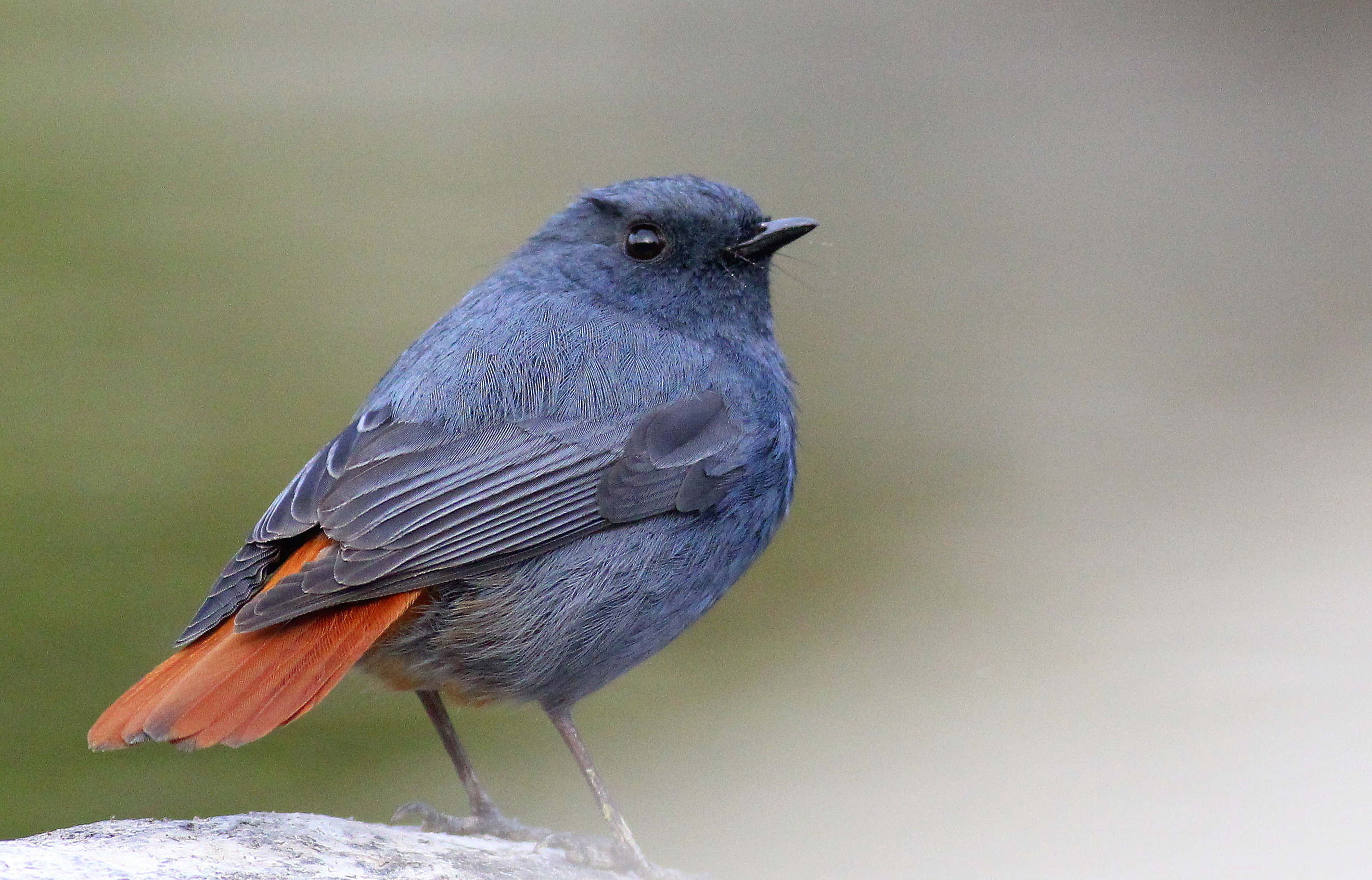
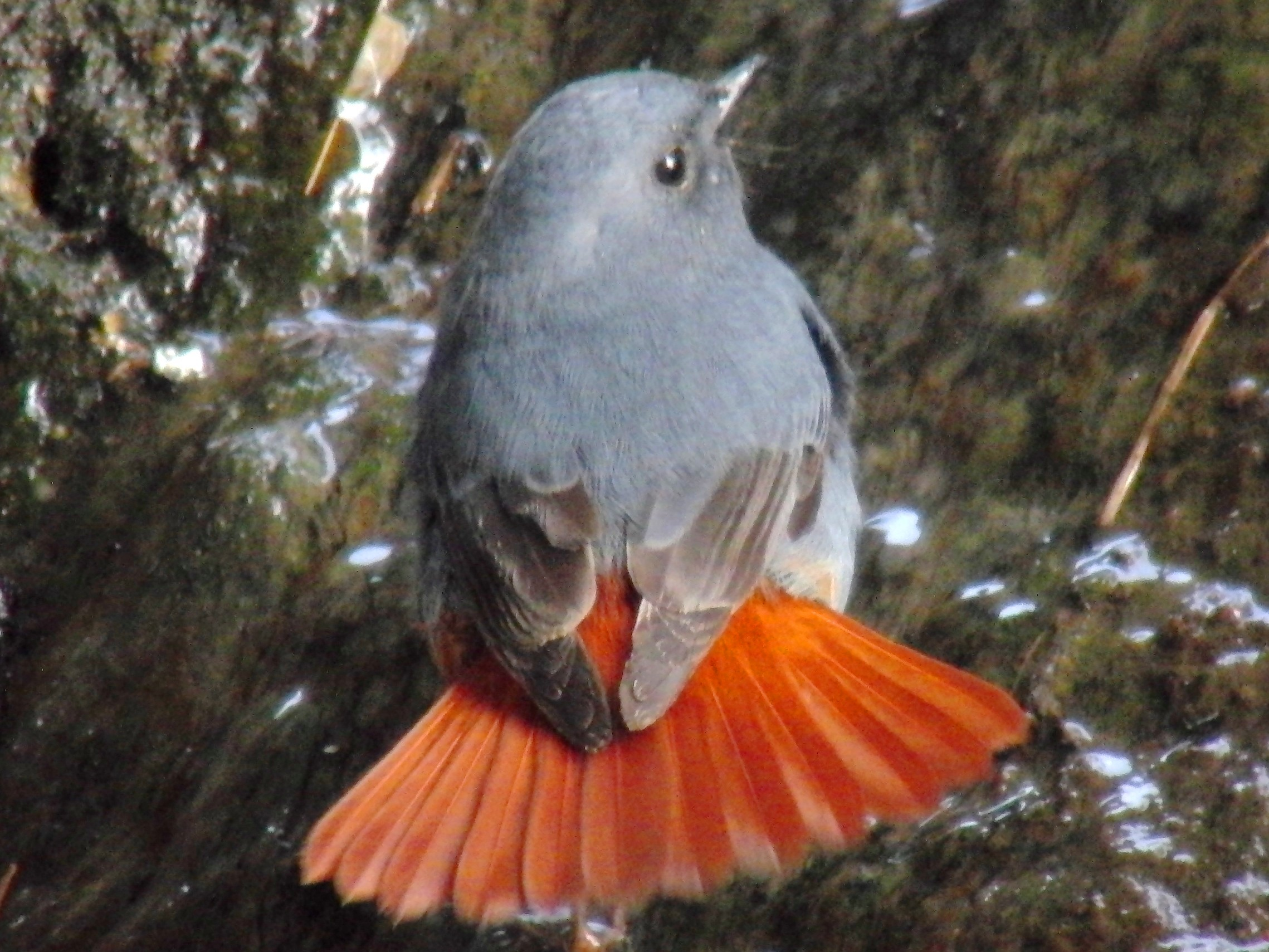
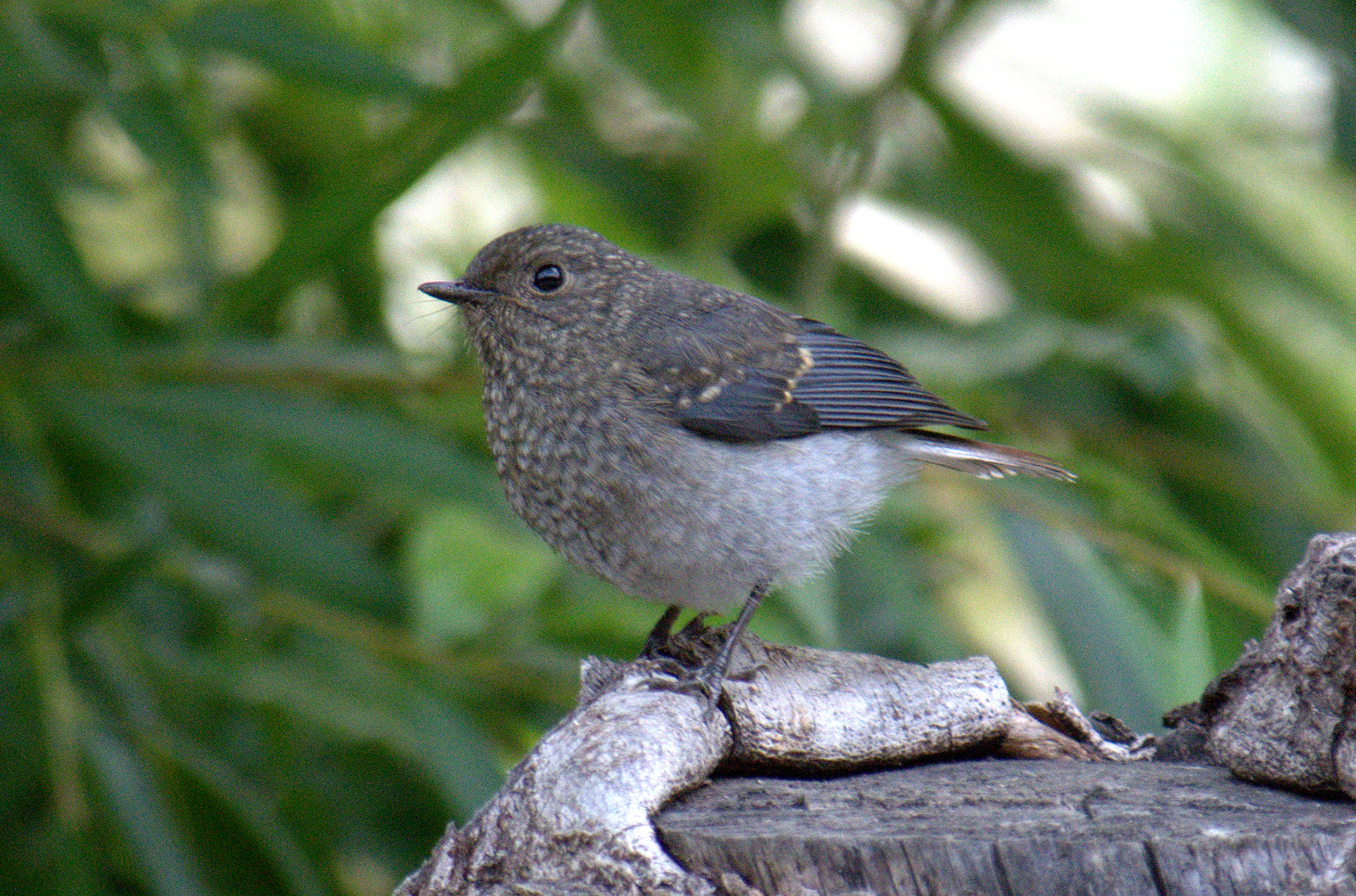